# 朱见沂
襄邑荣惠王朱见沂（1458年—1493年7月28日），明朝襄邑恭定王朱祁锃庶次子，夫人周氏所生，襄邑怀简王朱见滃庶弟。赵惠王朱瞻塙孙，赵简王朱高燧曾孙，明成祖玄孙。

## 生平
朱见沂初封镇国将军。成化元年（1465年）七月，朱见沂的父亲朱祁锃去世。嫡长兄朱见滃袭封襄邑王，但朱见滃在成化十年（1474年）四月就去世，并没有留下子嗣。同年十月，朱见滃之母高太妃告诉朱见滃的堂兄赵靖王朱见灂，称朱见滃病故后，朱见沂孝行日薄，其庶三弟镇国将军朱见涎孝行日隆，请求让朱见涎袭封襄邑王。朱见灂上报，事下礼部覆奏，认为袭封伦序已有定制，应该下敕书问责朱见沂令其遵守礼法，以全子道、保禄位；建议明宪宗发文给趙王府長史让他告诉朱见灂審核朱见沂是否尽孝的情跡并處分。宪宗同意，于是下敕书给朱见沂，问责他被弹劾先前就和生母周氏忌妒陷害，如今又欺负嫡母寡弱，時而侵侮，虽然不一定有这些事，但既然有了这样的弹劾，可见他没有尽儿子的本分孝顺，要他洗心滌慮、痛改前非、惇崇孝道以修子職，以长保祿位、不失令名，无愧为宗室藩王，要他自戒自勉。
成化十三年（1477年）九月，宪宗遣保定侯梁傅等人為正使，尚寶司司丞沈瑜等人為副使，持節冊封朱見沂為襄邑王。
成化十四年（1478年）四月，宪宗遣恭順侯吳鑑等人為正使，尚寶司司丞李璋等人為副使，持節冊封南城兵馬副指揮張瀛的女兒為襄邑王妃。
弘治六年（1493年）六月，朱见沂去世。明孝宗闻讯，輟朝一日，按制度賜祭葬，追赠谥号榮惠。弘治七年（1494年），其庶长子朱祐櫸袭封襄邑王。

## 评价
- 《弇山堂别集》卷074：寵祿光大，柔質慈民。

## 家庭

### 妻妾
- 王妃張氏（1459年—1479年5月13日）[6]

### 子孫
- 庶長子：襄邑昭和王朱祐櫸
- 庶次子：朱祐柢，弘治二年（1489年）三月賜名[7]，弘治六年（1493年）十月按制度賜誥命冠服[8]